# Sdružení pro republiku – Republikánská strana Československa
Die Sdružení pro republiku – Republikánská strana Československa (SPR-RSČ, deutsch Vereinigung für die Republik – Republikanische Partei der Tschechoslowakei) war eine tschechische rechtsextreme Partei, die von 1992 bis 1998 im tschechischen Nationalrat bzw. ab 1993 im tschechischen Abgeordnetenhaus vertreten war.

## Geschichte
Die SPR-RSČ wurde im Dezember 1989 gegründet. Bei den Wahlen zum Tschechischen Nationalrat im Juni 1990 trat sie noch nicht an, 1992 konnte sie 5,98 % der Stimmen gewinnen. und erlangte damit 14 Mandate. Die Partei kritisierte die Dismembration der Tschechoslowakei scharf.
Während der Legislaturperiode 1992–1996 verließen 9 Abgeordnete die Fraktion. Dennoch konnte die Partei ihr Wahlergebnis 1996 noch einmal steigern und bekam 8 % der Wählerstimmen, was 18 Mandaten entsprach. Bereits bei den vorgezogenen Wahlen 1998 konnte sie jedoch mit 3,9 % nicht mehr ins Abgeordnetenhaus einziehen. Sie spielt seitdem auf nationaler Ebene keine Rolle mehr.
Aufgrund ihrer rechtsradikalen, fremdenfeindlichen und teils antisemitischen Ausrichtung waren die Republikaner ebenso wenig koalitionsfähig wie die kommunistische KSČM, was zur Instabilität des politischen Systems beitrug.
Parteivorsitzender Miroslav Sládek trat mehrfach erfolglos als Kandidat zur Wahl des tschechischen Staatspräsidenten an. 1998 konnte er an der Wahl nicht persönlich teilnehmen, da er kurz zuvor wegen einer volksverhetzenden Rede inhaftiert und erst wenige Tage nach der Wahl wieder freigelassen wurde.
2010 wurde die Tätigkeit der Partei auf Antrag der tschechischen Regierung vom Obersten Verwaltungsgericht suspendiert, da sie wiederholt keine finanziellen Rechenschaftsberichte an das Abgeordnetenhaus übersendet hatte. Da sich dies in den folgenden Jahren wiederholte, stellte die tschechische Regierung im Oktober 2012 einen Antrag auf Auflösung der Partei beim Obersten Verwaltungsgericht, dem im Mai 2013 stattgegeben wurde.

## Programmatik
Die SPR-RSČ zeichnete sich durch eine radikale Kritik an der Regierung aus und wurde vielfach als populistisch und rechtsradikal betrachtet. Insbesondere fiel sie wiederholt durch ihre Feindseligkeit gegenüber den in Tschechien lebenden Roma und anderen nationalen Minderheiten auf. Im Abgeordnetenhaus schlug ihr Vorsitzender, Miroslav Sládek, unter anderem vor, das Alter der Strafmündigkeit speziell für Roma-Kinder auf zehn Jahre zu senken.
Die Partei stellte sich der Dismembration der Tschechoslowakei entgegen und propagierte einen starken, unabhängigen tschechoslowakischen Staat. Sie war für eine professionelle, starke Armee, betonte die nationale Souveränität und lehnte den Beitritt zur Europäischen Union und zur NATO ab. Nach der Samtenen Revolution sprach sie sich auch für eine Wiederangliederung der Karpato-Ukraine aus.